# Ludovika tér
Ludovika tér est une place de Budapest, située dans le quartier d'Orczy (8e arrondissement).